# Marius De Saeger

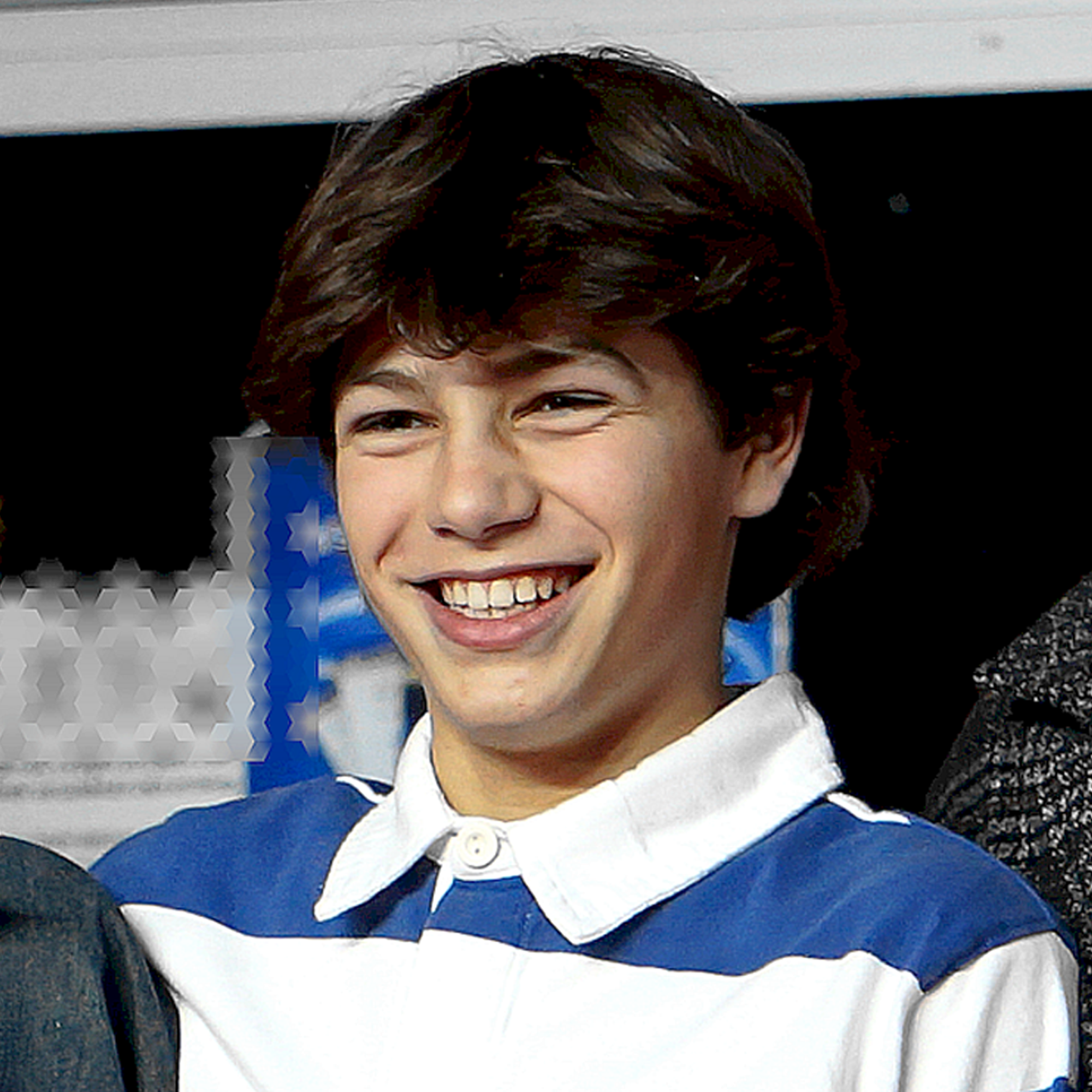
Marius De Saeger beim Film Fest Gent 2024

Marius De Saeger (* 28. September 2009 in Brüssel) ist ein belgischer Schauspieler, welcher durch das Werk "Young Hearts" von Anthony Schatteman internationale Bekanntheit erlangte.

## Leben
Marius De Saeger nimmt Schauspiel- und Sprechunterricht an der Kunsthumaniora Brüssel. 2021 absolvierte er ein Jahresprogramm am Bronks Theater und 2022 zeigte er sein Bühnentalent in Zombie, einer Koproduktion der Theater Bronks und Montagne Magique.
Bekanntheit erlangte er durch seine Hauptrolle als Alexander im Coming-of-Age-Drama Young Hearts (2024) unter der Regie von Anthony Schatteman. Der Film feierte seine Weltpremiere bei der 74. Berlinale.